# وارنیکلین
وارِنیکلین (به انگلیسی: Varenicline) با نام تجاری چَنتیکس در آمریکا (یا وارنِکس در ایران) یک قرص ترک سیگار محرک غیرنیکوتینی برای رهایی از اعتیاد به سیگار است. این دارو جدیدترین داروی ترک سیگار دارای مجوز سازمان غذا و داروی آمریکا (FDA) است که در ایران نیز تولید می‌شود. همچنین برای درمان بیماری خشکی چشم استفاده می‌شود. وارنیکلین به‌عنوان موثرترین داروی ترک سیگار شناخته می‌شود
این دارو نخستین بار در سال ۱۹۹۶ از سوی سازمان غذا و داروی آمریکا موسوم به FDA مجوز ساخت گرفت بعدها در سال ۲۰۰۶ در انگلستان مورد تأیید قرار گرفت و وارد بازار دارویی شد. وارنیکلین در بدن به نوعی نقش نیکوتین را ایفا می‌کند و بدین ترتیب میل فرد به کشیدن مجدد سیگار را کاهش می‌دهد و همچنین عوارض ناشی از قطع سیگار مانند عدم تمرکز، بدن‌درد، بی‌قراری، وسوسه مصرف، تحریک‌پذیری و غیره را تسکین می‌دهد احتمال ترک سیگار با وارنیکلین بیش از ۴۴ درصد است.

## تولید در ایران
در ایران نخستین بار شرکت داروسازی کوثر وارنیکلین را فرموله و روانه بازار کرد. پس از آن سبحان دارو (با نام تجاری Varnex) و شهردارو آن را تولید کردند. وارنیکلین در ایران هنوز مانند کشورهای دیگر به خوبی شناخته شده نیست و برخی از پزشکان با آن آشنایی ندارند.

## فارماکوکینتیک
جذب: به خوبی جذب می‌شود و تحت تأثیر غذا نیست. اتصال به پروتئین: ۲۰٪≥، متابولیسم: بسیار کم (کمتر از ۱۰٪ کلیرانس مربوط به متابولیسم است)، نیمه‌عمر: حدود ۲۴ ساعت، زمان رسیدن به پیک پلاسمایی: حدود ۴–۳ ساعت، دفع: ادرار (۹۲٪ به‌صورت داروی تغییر نیافته)

## روش مصرف
مصرف وارنیکلین معمولاً به این صورت آغاز می‌شود:
سه روز نخست روزانه یک قرص ۵۰۰ میکروگرمی /روزهای ۴ تا ۷ یک قرص (۵۰۰ میکروگرمی) صبح یک قرص عصر/از روز ۸ به بعد یک قرص ۱ میلی‌گرم دو بار در روز
-دوره کامل مصرف وارنیکلین ۱۲ هفته است که ممکن است طبق نظر پزشک در صورت موفقیت در ترک سیگار، بیشتر از ۱۲ هفته نیز ادامه داشته باشد.
این دارو با غذا تداخل ندارد و می‌توانید آن را هر زمان که راحت هستید، مصرف نمایید. اما بهتر است آن را به صورت منظم در زمان‌های مشخصی از روز مصرف کنید. این کار از فراموش نمودن نوبت مصرف دارو پیشگیری می‌نماید و باعث می‌شود اثرات مطلوب، هر چه سریع‌تر نمایان شود.

## اسامی تجاری

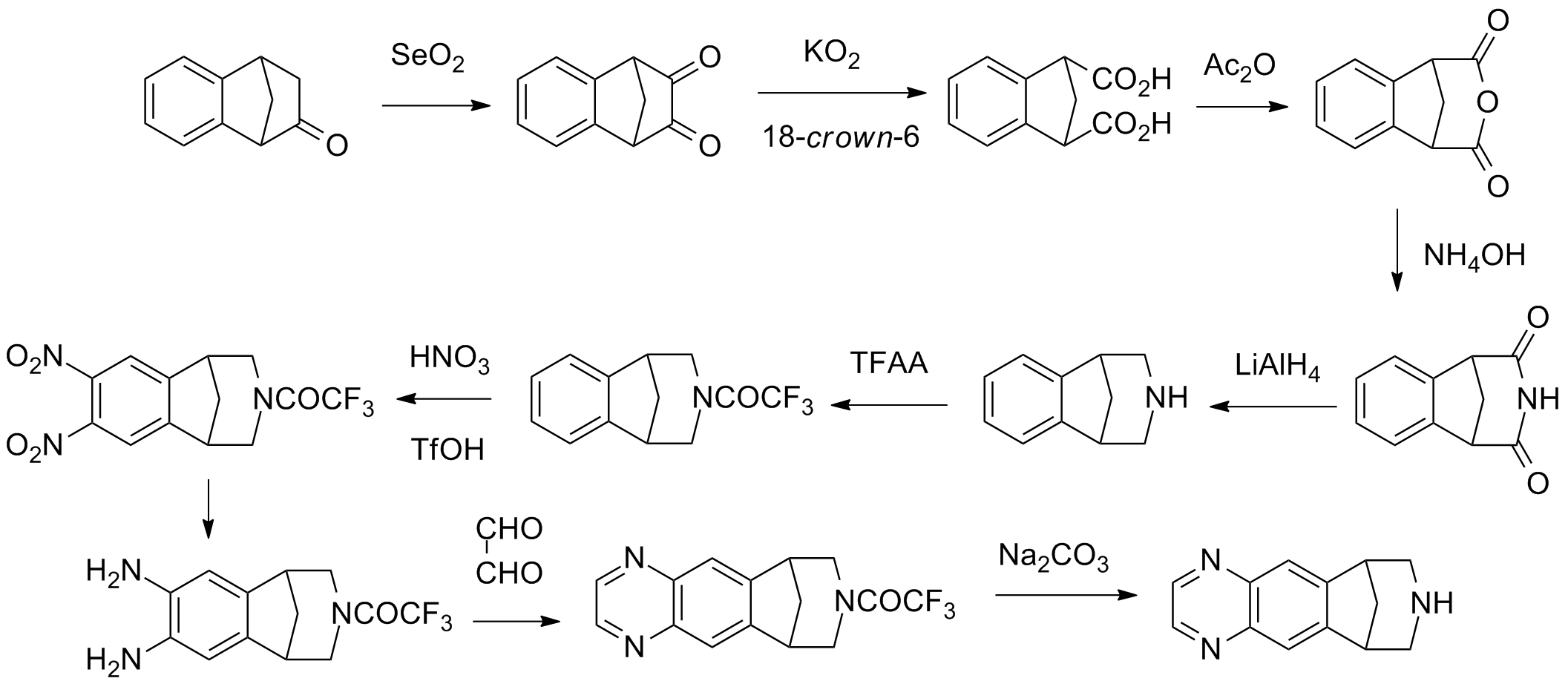
چگونگی ساخت وارنیکلین

- وارنکس
- چانتیکس
- چانپیکس[۷]

## تاریخچهٔ ساخت
وارنیکلین از سایتسین فرآوری می‌شود که عصارهٔ گل طاووسی است. این عصاره نخستین بار در جنگ جهانی دوم برای ترک سیگار به‌کار رفت و در سال ۲۰۰۶ در آمریکا به تولید انبوه رسید. از سال ۱۳۹۵ در ایران به تولید انبوه رسید و شرکت‌هایی مانند داروسازی کوثر و سبحان دارو به تولید انبوه آن پرداخته‌اند. برای تهیهٔ آن، باید به داروخانه‌های شبانه‌روزی مراکز استان‌ها مراجعه کرد.

## مکانیسم اثر
این دارو روی سلول‌های عصبی می‌نشیند تا نیاز دوپامینی آن‌ها را تخفیف دهد. مکانیسم اثر این دارو آگونیست نسبی است که باعث کاهش هوس سیگار و در عین حال کاهش لذت از سیگار می‌شود. وارنیکلین یک آگونیست نسبی گیرنده‌های نیکوتینی α۴β۲ بوده که در سطوح پایین‌تر از تحریک نیکوتین سبب ترشح دوپامین می‌شود و در نتیجه باعث کاهش عوارض ناشی از ترک سیگار می‌گردد. از سوی دیگر، با مسدود کردن این گیرنده‌ها، آنتاگونیست آن‌ها نیز محسوب‌شده و تمایل فرد به کشیدن سیگار را از بین می‌برد.
ترک سیگار در روز هشتم قابل درمان است؛ سلول‌های بدن به همراه مادهٔ مؤثر دوکا که از قرص وارنیکیلین تشکیل شده‌است، باعث کشتن سلول‌های سرطانی به‌علّت مصرف سیگار و همچنین کُشتن نیکوتین در خون می‌شود، ولی گاهی هم به شکل جایگزین می‌توان بین روزهای ۸ تا ۳۵ صورت گیرد. امکان دارد یک دورهٔ ۱۲ هفته‌ای اضافی هم برای موفقیت‌آمیزتر بودن درمان توسط پزشک تجویز گردد.

## هشدار اداره غذا و دارو آمریکا
در ژوئیهٔ ۲۰۲۱ سازمان غذا و داروی آمریکا هشدارهایی را مبنی بر وجود ماده سرطان‌زای متیل-ان-آمیل نیتروزامین به مقدار بیش از حد مجاز به جوامع پزشکی و مصرف‌کنندگان داد و بخش اعظمی از پخش و تولید این دارو را متوقف کرد. بعدها FDA فواید وارنیکلین را بسیار ارجح بر احتمال پایین سرطان‌زا بودن آن عنوان کرد و به مصرف‌کنندگان توصیه کرد مصرف آن را ادامه دهند.

## نکته
این دارو فقط یک درمان کمکی برای ترک سیگار است. عوامل مکمّل مثل ارادهٔ شخصی، ورزش، روان درمانی و پرهیز از محرک‌های سیگار مانند لبنیات، فلفل و گوشت قرمز می‌تواند باعث ترک سیگار شود.

## عوارض
عوارض شایعی (از هر ۱۰ نفر ۱ نفر) که پس از دو هفته از بین می‌رود، عبارت است از: تهوع، کابوس‌های شبانه، سردرد، بی‌خوابی (اگر این عوارض به صورت حاد مشاهده شد، به پزشک مراجعه شود).
از دیگر عوارض این دارو احساس داغ شدن پوست و حساسیت چشم به نور (در ۲ روز اول شروع درمان) است.

## موارد منع مصرف
در دوران بارداری و شیردهی، به همراه گوجه‌فرنگی، استفاده هم‌زمان با سایمیتیدین، بیماران را دچار افسردگی فعال می‌کند (کنترل نشده با دارو). افرادی که سابقهٔ خودکشی دارند،
مصرف هم‌زمان با الکل، عوارض و اثرات الکل را افزایش می‌دهد. (توصیه به کاهش مصرف الکل)